# Ipomoea calantha
Ipomoea calantha ist eine Pflanzenart aus der Gattung der Prunkwinden (Ipomoea) aus der Familie der Windengewächse (Convolvulaceae). Die Art ist in Amerika und auf den Westindischen Inseln verbreitet.

## Beschreibung
Ipomoea calantha ist eine Kletterpflanze mit schlanken, meist unbehaarten, nur an der Basis weichborstig behaarten Stängeln. Die Blattspreiten sind häutig, breit eiförmig, 6 bis 10 cm lang, auf der Oberseite unbehaart und auf der Unterseite mehr oder weniger behaart. Die Blattspitzen sind spitz oder zugespitzt, die Basis ist herzförmig.
Die Blütenstandsstiele sind kurz und kräftig, die Kelchblätter sind oval, eiförmig-oval, gerundet oder abgestumpft und etwa gleich groß. Sie werden 10 bis 13 mm lang und sind fein flaumhaarig behaart. Die Krone ist rosa oder weiß gefärbt, etwa 9 cm lang komplett oder fast unbehaart.
Die Früchte sind nahezu kugelförmige Kapseln mit einem Durchmesser von etwa 12 mm. Die Samen sind lang wollig behaart.

## Verbreitung
Die Art ist in Kolumbien, Venezuela, auf Puerto Rico, Kuba, Hispaniola und Curaçao beheimatet. Sie wächst in Wäldern und Dickichten in niedrigen Höhenlagen.

## Systematik
Innerhalb der Gattung der Prunkwinden (Ipomoea) ist die Art in die Serie Jalapae der Sektion Eriospermum in der gleichnamigen Untergattung Eriospermum eingeordnet.